# John Ulrich Giesy
James Ullrich Giesy (n. 6 august 1877, Ohio - d. 8 septembrie 1948) a fost un scriitor de romane și nuvele science-fiction, polițiste, western, fantastic impregnat cu ocultism. A fost influențat de Edgar Rice Burroughs. Este cel mai cunoscut pentru seria Jason Croft.

## Trilogia Jason Croft
- Palos of the dog star pack, 1918
- Mouth-piece of zitu, 1919
- Jason son of Jason, 1921